# Westkerke (kasteel)
Het kasteel Westkerke stond in de buurtschap Westkerke, ten zuidwesten van het Nederlandse dorp Scherpenisse, provincie Zeeland. De vliedberg waar het kasteel op stond is bewaard gebleven en is een rijksmonument.

## Geschiedenis
De oudste terp diende als vluchtheuvel bij hoogwater. Begin 11e eeuw werd het terpje opgehoogd en van een houten versterking voorzien. In de 13e eeuw werd de heuvel opnieuw opgehoogd en kreeg het een bakstenen gebouw.
In 1316 werd eigenaar Jan van Westkerke gedood. Dit leidde ertoe dat graaf Willem van Henegouwen in 1317 het ambacht Westkerke met het kasteel in leen gaf aan Gerard, een buitenechtelijk zoon van Floris V. Het gedeelte van het ambacht dat binnen Scherpenisse viel, werd aan Catharina overgedragen, die vermoedelijk een dochter was van Jan van Westkerke.
Toen Gerard overleed, beleende graaf Willem in 1327 de edelman Willem van Duvenvoorde met het ambacht en het huis, maar die verkocht alles nog in datzelfde jaar door aan Jan Wissenzoon.
Het kasteel Westkerke werd later nog bewoond door Simon van de Werve en zijn in 1540 overleden zoon Hendrik. Hun nakomelingen bleven in bezit van het ambacht Westkerke en de kasteelplaats.

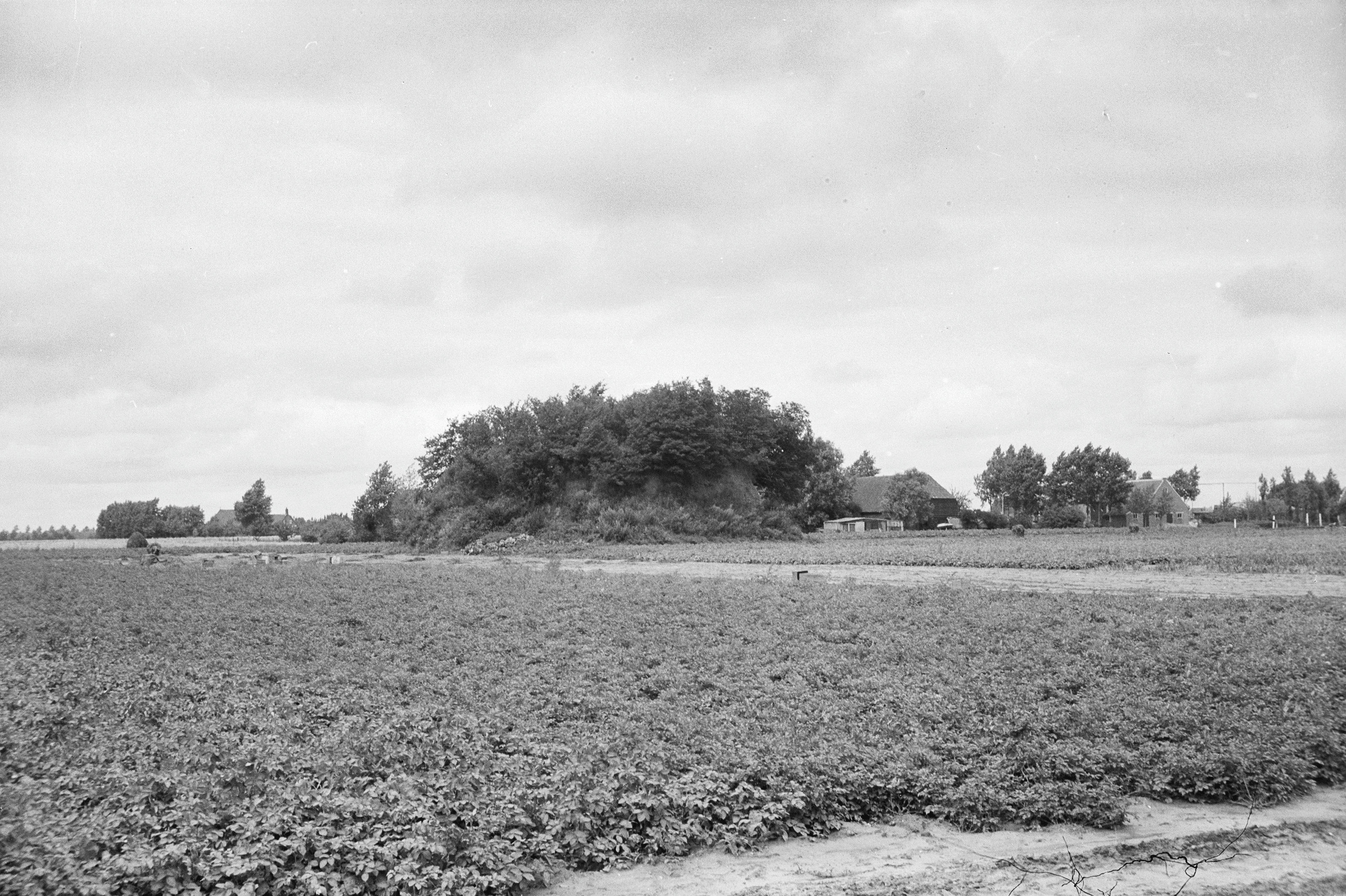
De kasteelheuvel in 1963

## Beschrijving
Het oudste terpje reikte tot circa één meter boven NAP en diende als vluchtheuvel bij hoog water. Begin 11e eeuw werd het terpje met enkele meters opgehoogd en van een houten versterking voorzien, waardoor een mottekasteel ontstond. Uiteindelijk is nog een laag zavel en klei aangebracht, zodat een omgrachte heuvel van meer dan zeven meter hoog ontstond waarop in de 13e eeuw een bakstenen gebouw is geplaatst, mogelijk een toren.
Het zogenaamde Hooge Huys is gebouwd aan de oostzijde van het mottekasteel, vermoedelijk op de eveneens omgrachte voorburcht. Dit versterkte gebouw werd in 1606 door de rentmeester van de ambachtsheer nog verpacht als boerderij. Midden 18e eeuw was het Hooge Huys kennelijk geheel verdwenen.
Van het Hooge Huys zijn geen zichtbare restanten bewaard gebleven. De motte is wel behouden gebleven en werd in 2002 gerestaureerd.
De veldnaam Steenhoek verwijst nog naar het stenen kasteel.
Aldegonde · Kasteel van Axel · Baarland · Baarsdorp · Barbestein · Biervliet · Bieweg · Blodenburg · Huis der Boede · Brijdorpe · Bruëlis · 't Burchtje · Burggravensteen · Buttinge · Coxijde · Crayenstein · Duinbeek · Duivelsberg · Ellewoutsdijk · Filippenburg · Geersdijk · Gistellis · Gravenhof · Slot Haamstede · Kasteel Hellenburg · Herkestein · Heuvelsweg · Hoge Huis · Ter Hooge · Hoogkamer · Kats · Kind van Trente · Kleverskerke · Kortgene · Kreke · Kruiningen · Laterdale · Lodijke · Maalstede (Hulst) · Maalstede (Kapelle) · Magdalon · Hof Ter Moere · Moermond · Te Mortiere · Muiden · Hof ter Nisse (Nisse) · Hof ter Nisse (Ossenisse) · Oostende · Oostende (Goes) · Oosterstein · Poelvoorde · Poortvliet · Popkensburg · De Pottere · Poucques · Pronkenburg · Ravenstein · Saeftingher Slot · Kasteel van Sint-Maartensdijk · Schengen · Sluis · Smallegange · Stavenisse · Tolhuis van Iersekeroord · Huus ter Tolne · Torenberg · Torenhoeve · Toren van Bourgondië · Troye · Valkenisse · Vinninghen · Vlissingen · Voorhoute · Waarde · Watervliet · Weldamme · Welland · Huis te Werf · Te Werve · Westenschouwen · Westhove · Westkerke · Windenburg · Zandenburg · Zwanenburg